# 東尼瀧谷
《東尼瀧谷》是一部日本電影，改編自日本作家村上春樹短篇作品，由市川準執導，主要演員為尾形一成及宮澤理惠，旁白為西島秀俊，配樂由著名日本音樂家坂本龍一負責。

## 內容簡介
“東尼瀧谷的本名真的就是東尼瀧谷。”

——東尼瀧谷

村上春樹於1990年寫成東尼瀧谷這篇短篇小說，後收錄於萊辛頓的幽靈短篇小說集中。故事內容主要講述生於日本戰後的主角因他的名稱東尼瀧谷與一般日本名字甚有出入，結果因常被人嘲笑而變得自我封閉，養成極為自主獨立的生活。

## 評論
在電影評論網站《爛番茄》上，58 位評論家的評論中有88% 是正面的，平均評分為7.4/10。該網站的一致意見是：「儘管它具有欺騙性，但這部關於孤獨的精緻可愛而憂鬱的電影具有令人難以忘懷的力量。」
在Metacritic上，根據22 條影評人的評論，該片的加權平均分為80 分（滿分100 分），顯示「普遍好評」。
《紐約時報》稱其為“一部帶有驚人尖銳刺痛的微妙電影”。

## 外部連結
- 電影官方網頁 （页面存档备份，存于）